# Liste de cimetières du monde
 (décembre 2022).
- Si vous ne connaissez pas le sujet, laissez ce bandeau (vous pouvez alors contacter les auteurs).
- Si vous supprimez le contenu mis en cause (vous pouvez préalablement contacter les auteurs),

argumentez précisément cette suppression dans la page de discussion
(un manque de référence n'est pas un argument ; une recherche réelle de référence doit avoir été effectuée, être formellement documentée).
Voici une liste de cimetières du monde, et de mausolées ou lieux d'inhumations notoirement connus.

## Algérie
- Cimetière d'El Alia, plus grand cimetière d'Algérie
- Cimetière chrétien de Saint-Eugène
- Cimetière israélite de Saint-Eugène

## Allemagne
- À Berlin
  - Cimetière français de Berlin
  - Cimetière juif de Berlin
  - Mémorial soviétique (Tiergarten)
  - Waldfriedhof Heerstrasse
- Ancien cimetière catholique de Dresde
- Cimetière juif de Grötzingen
- Cimetière juif de Ladenburg
- Cimetière principal de Mayence
- Waldfriedhof de Munich
- Cimetière juif de Sulzburg

## Arabie saoudite
- Cimetière d'Al-Baqî` à Médine

## Argentine
- Cimetière de la Recoleta

## Autriche
- Cimetière central de Vienne

## Belgique
Cimetières civils
- Région de Bruxelles-Capitale
  - Cimetière de Bruxelles
  - Cimetière du Dieweg
  - Cimetière de Verrewinkel
  - Cimetière d'Ixelles
  - Cimetière de Laeken
  - Cimetière de Saint-Josse-ten-Noode
  - Cimetière de Schaerbeek
  - Enclos des fusillés
- Liège
  - Cimetière de Robermont
  - Cimetière de Sainte-Walburge
  - Enclos des fusillés
- Cimetière d'Arlon
- Cimetière d'Heverlee
- Cimetière Schoonselhof
- Campo Santo (Gand)
- Vieux cimetière de Soignies

Cimetières militaires
- britannique
  - Cimetière militaire britannique de Tyne Cot
- américain
  - Ardennes American Cemetery, à Neupré
  - Flanders Field American Cemetery and Memorial, à Waregem
  - Henri-Chapelle American Cemetery and Memorial, à Welkenraedt
  - Allemand
  - Cimetière de Lommel

Cimetière animalier
- Cimetière animalier de Liège

## Cambodge
- Choeung Ek

## Canada
- Montréal
  - Cimetière Notre-Dame-des-Neiges
  - Cimetière Mont-Royal
- Québec
  - Cimetière Notre-Dame-de-Belmont
  - Cimetière Saint-Charles
  - Cimetière Saint-Sauveur
  - Cimetière Saint-Michel-de-Sillery
- Halifax
  - Cimetière de Camp Hill

## Colombie
- Cimetière central de Bogota

## Croatie
- Mirogoj, Zagreb

## Danemark
- Cimetière Assistens à Copenhague

## Égypte
- Vallée des Rois, près de Louxor
- Cité des morts au Caire, cimetière des sultans mamelouks aujourd’hui habité par des sans logis
- Cimetière juif de Bassatine, au Caire

## Espagne
- Cimetière d'Alicante, Alicante
- Cimetière de Ciriego, Santander, Cantabrie
- Cimetière de Boisaca, Saint-Jacques-de-Compostelle, Galice
- Cimetière de Santa Lastenia, Santa Cruz de Tenerife, îles Canaries
- En Catalogne :
  - Cimetière de Collserola, Barcelone
  - Cimetière de les Corts, Barcelone
  - Cimetière de Montjuïc, Barcelone
  - Cimetière du Poblenou, Barcelone
  - Cimetière de Sarrià, Barcelone
  - Cimetière de Sant Andreu, Barcelone
  - Cimetière de Sant Gervasi, Barcelone
  - Cimetière de Sants, L'Hospitalet de Llobregat
  - Cementeri de Lloret de Mar, province de Gérone, 1901, modernisme
  - Fossar de la Pedrera, Montjuïc
- À Madrid :
  - Cimetière de La Almudena, Madrid
  - Cimetière civil de Madrid, Madrid
  - Cimetière Saint-Isidore, Madrid (1811)[1]
  - Cimetière de Saint-Just, Madrid (1847)[2]
  - Cimetière de Mingorrubio
  - Sacramental de San Lorenzo y San José

- Au Pays basque :
  - Cimetière de Polloe, Saint-Sébastien, 1878

## États-Unis
- Cimetière militaire national d'Arlington.
- Hollywood Forever Cemetery.
- Forest Lawn - Hollywood Hills Cemetery

## France
- Cimetière de La Madeleine à Amiens
- Cimetière de Bonifacio
- Cimetière de Dannemois
- Cimetière des Péjoces à Dijon
- Nécropole nationale de Douaumont
- Cimetière Saint-Pierre à Marseille
- Cimetière du château à Nice
- Cimetière marin de Sète
- À Lyon, Cimetière de Loyasse, créé en 1807, le plus ancien cimetière en activité de la ville ; de nombreux lyonnais illustres s'y trouvent[3]
- À Nantes :
  - Cimetière Miséricorde
  - Cimetière La Bouteillerie
- A Bordeaux : 
  - Cimetière de la Chartreuse, créé à la fin du XVIIIe siècle
  - Cimetière protestant de Bordeaux, créé en 1826
  - Cimetières juifs de Bordeaux
- À Paris et petite couronne :
  - Cimetière des Batignolles
  - Cimetière des Juifs Portugais de Paris
  - Cimetière de Montmartre
  - Cimetière de Passy
  - Cimetière du Père-Lachaise
  - Cimetière de Picpus
  - Cimetière parisien de Bagneux
  - Cimetière parisien de la Chapelle
  - Cimetière parisien de Pantin
  - Cimetière parisien de Saint-Ouen
  - Cimetière parisien de Thiais
  - Cimetière du Montparnasse
  - Hôtel des Invalides
  - Panthéon
- Cimetière monumental de Rouen
- Cimetière de Terre-Cabade et de Salonique à Toulouse

## Géorgie
- Cimetière arménien de Tbilissi

## Grèce
- Cimetière juif de Salonique

## Guinée
- Cimetière de Cameroun

## Hongrie
- Cimetière de Farkasrét à Budapest

## Inde
- Cimetière catholique, à Agra
- Taj Mahal à Âgrâ
- Cénotaphes de Jaisalmer
- Cimetière de Lower Circular Road, à Kolkata
- Cimetière de Park Street, à Kolkata

## Iran
- Tombe de Cyrus le Grand à Pasargades
- Téhéran
  - Behesht-e Zahra
- Ispahan
  - Baghe Rezvan
  - Takhte Foolad

## Indonésie
- Cimetière royal d'Imogiri

## Israël
- Jérusalem
  - Har Hamenouhot
  - Mont des Oliviers

## Italie
- Catacombes capucines de Palerme
- Rome
  - Catacombes de Rome
  - Cimetière non catholique de Rome
  - Cimetière communal monumental de Campo Verano
  - Panthéon de Rome
- Cimetière monumental à Milan
- Cimetière monumental de Staglieno à Gênes
- San Michele, île-cimetière à Venise

## Lituanie
- Cimetière des prisonniers soviétiques de Vilnius
- Cimetière Sainte-Euphrosyne de Vilnius

## Monaco
- Cimetière de Monaco
- Cathédrale de Monaco : Grace Kelly

## Ouzbékistan
- Samarcande :
  - La nécropole Chah-e-Zindeh
  - Mausolée de Gour Emir (Tamerlan, ses enfants et petits enfants (1404)

## Pologne
- Varsovie
  - Cimetière de Powązki
  - Cimetière juif
  - Cimetière-mausolée des combattants soviétiques
  - Cimetière orthodoxe
- Cimetière d'Uniejów

## Portugal
- Lisbonne
  - Monastère des Hiéronymites
  - Panteão Nacional
- Batalha
  - Monastère de Batalha
  - Monastère d'Alcobaça

## République démocratique du Congo
- Kinshasa
  - Cimetière de la Gombe
  - Nécropole entre terre et ciel
- Lubumbashi
  - Cimetière de Sapin I, on y trouve une partie réservée aux juifs
  - Cimetière de Sapin II
  - Cimetière Rivière des anges

## République tchèque
- Prague
  - Vieux cimetière juif
  - Nouveau cimetière juif
  - Cimetière d'Olšany
  - Cimetière de Vyšehrad
- Roudnice nad Labem
  - Vieux cimetière juif de Roudnice nad Labem

## Roumanie
- Cimetière joyeux de Săpânța
- Cimetière Bellu de Bucarest
- Cimetière Hajongard de Cluj-Napoca

## Royaume-Uni
- Londres
  - Cimetière de Bunhill Fields,
  - Cimetière de Highgate
  - Cimetière de West Norwood
- Cimetière de Warriston, Edimbourg

## Russie
- Moscou
  - Cimetière de Novodiévitchi
  - Mausolée de Lénine et nécropole du mur du Kremlin, où ont été inhumés d'anciens héros et dirigeants soviétiques.
- Saint-Petersbourg
  - Cimetière Tikhvine
  - Cimetière Volkovo
  - Cimetière de Novodiévitchi

## Rwanda
- Cimetière de Remera, Kigali

## Serbie
- Nouveau cimetière de Belgrade

## Slovénie
- Cimetière de Kostanjevica (Nova Gorica) : Charles X de France, son fils aîné le dauphin (« Louis XIX », comte de Marnes), la dauphine Marie-Thérèse de France (comtesse de Marnes), Marie-Thérèse de Modène (comtesse de Chambord), Henri d'Artois (« Henri V », comte de Chambord), Louise d'Artois (duchesse de Parme)

## Suisse
- Genève
  - Cimetière du Grand-Lancy
  - Cimetière des Rois
  - Cimetière israélite de Veyrier
- Corsier-sur-Vevey tombes de Charlie Chaplin et James Mason
- Cimetière du Bois-de-Vaux, Lausanne : Coco Chanel, Pierre de Coubertin, Paul Robert, Pierre Dudan, Eugène Viollet-le-Duc
- Tolochenaz : Audrey Hepburn

## Suède
- Stockholm
  - Cimetière boisé de Stockholm (Skogskyrkogården, inscrit sur la liste du Patrimoine mondial de l'Unesco : liste du patrimoine mondial en Suède)
  - Cimetière du Nord (Solna) (Norra begravningsplatsen)

## Tunisie
- Cimetière du Djellaz : le plus grand cimetière de Tunisie
- Tourbet El Bey : le cimetière où presque tous les beys Husseinites sont inhumés
- Cimetière du Borgel
- Cimetière israélite de Tunis
- Catacombes de Sousse
- Cimetière américain de Carthage

## Turquie
- Église des Saints-Apôtres de Constantinople, tombeaux des empereurs et des patriarches, aujourd'hui détruite et remplacée par la mosquée Fatih à Istanbul
- Mausolée d'Halicarnasse, près de Bodrum - l'une des Sept Merveilles du monde antique, aujourd'hui détruit

## Vietnam
- Mausolée de Hô Chi Minh, à Hanoï, place Ba Dinh